# Syscalma cleophanta
Syscalma cleophanta är en fjärilsart som beskrevs av Edward Meyrick 1922. Syscalma cleophanta ingår i släktet Syscalma och familjen praktmalar, Oecophoridae. Inga underarter finns listade i Catalogue of Life.